# Autoroute A16 (Pays-Bas)
Pour les articles homonymes, voir A16.
L'autoroute néerlandaise A16 (en néerlandais Rijksweg 16) est une autoroute des Pays-Bas. Elle relie Rotterdam et la frontière avec la Belgique.

## Les villes importantes
- Rotterdam
- Dordrecht
- Breda